# يان بوتير
يان بوتير (2 سبتمبر 1938 في المملكة المتحدة - ) (بالإنجليزية: Ian Potter)‏ هو لاعب كريكت بريطاني. لعب مع Kent County Cricket Club ‏ ونادي الكريكت في جامعة أكسفورد ‏.

## وصلات خارجية
- يان بوتير على موقع إي آس بي آن كريك إنفو (الإنجليزية)